# Beaumont-lès-Randan
Beaumont-lès-Randan – miejscowość i gmina we Francji, w regionie Owernia-Rodan-Alpy, w departamencie Puy-de-Dôme.
Według danych na rok 1990 gminę zamieszkiwało 157 osób, a gęstość zaludnienia wynosiła 26 osób/km² (wśród 1310 gmin Owernii Beaumont-lès-Randan plasuje się na 690. miejscu pod względem liczby ludności, natomiast pod względem powierzchni na miejscu 952.).